# Haringey
Il Borgo londinese di Haringey è un borgo di Londra che si trova nella parte settentrionale della città, nella Londra esterna.
Venne istituito nel 1965, fondendo i precedenti Borgo municipale di Hornsey, Borgo municipale di Wood Green e Borgo municipale di Tottenham, che erano precedentemente parti del Middlesex. Sede del borgo è l'antico palazzo municipale di Tottenham.

## Quartieri
Haringey è suddiviso in diciannove quartieri (wards), individuati a fini elettorali per l'elezione del consiglio comunale, dato che ogni quartiere ha diritto a scegliere tre consiglieri.
1. Bounds Green
2. Bowes Park
3. Crouch End
4. Finsbury Park
5. Fortis Green
6. Harringay
7. Highgate
8. Hornsey
9. Manor House
10. Muswell Hill
11. Noel Park
12. Northumberland Park
13. Seven Sisters
14. South Tottenham
15. Stroud Green
16. Tottenham
17. Tottenham Hale
18. West Green
19. Wood Green

## Amministrazione

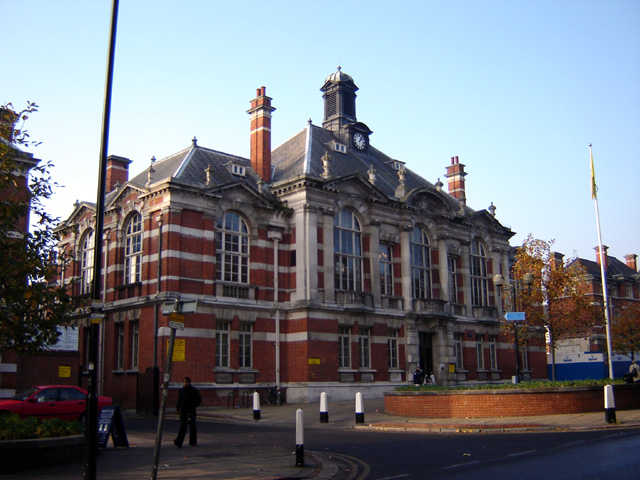
Municipio di Haringey

Haringey è governata da un Consiglio eletto ogni cinque anni con sistema uninominale. Ciascun quartiere avendo tre rappresentanti, il totale è di 57 consiglieri, ad oggi dopo le elezioni del 2010 divisi fra 34 laburisti e 23 liberali.
Nominalmente il primo cittadino è il sindaco di Haringey, che presiede il Consiglio e viene scelto di anno in anno. I suoi poteri sono tuttavia limitati e più che altro propositivi, dato che diversamente dall'uso dell'Europa continentale, egli non è il vertice dell'esecutivo cittadino, posizione occupata invece dal Capo dell'Esecutivo, vera figura chiave dell'amministrazione e presidente della giunta esecutiva scelta dalla maggioranza fra i consiglieri in carica. Ancor più cerimoniale è la terza autorità locale, quella del Vice Luogotenente, segretario comunale nominato dal Luogotenente della Contea come rappresentante della Corona ma privo di qualsivoglia potere effettivo. Tutta la macchina amministrativa del Consiglio, inoltre, dal 2000 divide le sue funzioni con l'Autorità della Grande Londra.
Per quanto riguarda le elezioni politiche, Haringey è suddivisa longitudinalmente in due distinti collegi uninominali, uno che fonde Hornsey e Wood Green, e uno che comprende Tottenham.

### Gemellaggi
- Coblenza
- Arima
- Clarendon
- Larnaca
- Sundbyberg

## Edifici e luoghi
- Alexandra Palace
- Turnpike Lane